# 臺灣閩南語髒話
閩南語髒話，又稱垃圾話（白話字：lah-sap ōe），廣泛流行於使用閩南語的地區，包括閩南、台灣及海外華人社區等。
1914年出版的《臺灣俚諺集覽》及1921年出版的《台灣風俗誌》中有記載，這些記載是台灣日治時期在台灣法院任職的日本人、收集訪查的台語髒話記錄。

## 用字

### 動作

#### 姦
姦（kàn）為臺語中最為常見之髒話、情緒語言，被喻為「國罵」。其意義為動詞「性交」，借用為「強姦」，是具有極度侵犯性的詞語。其用法相當於華語的「肏」以及粵語的「屌」。由於一般人對臺語的書寫並不普遍熟悉，因此經常以现代汉语之借音字來書寫臺語以達義（火星文）。「幹」是最常見的借音字，如1990年李登輝提名郝柏村組閣時，5月3日《首都早報》即在頭版刊登「幹！反對軍人組閣！」；1996年3月6日，面對第三次台海危機時，《民眾日報》也曾在頭條刊載「幹！抗議中國武力威脅」。另外「淦」、「贛」、「干」等字的用法亦常見。臺語單唸一個字時，則多讀作高降的[kan˥˧]，係原陰去聲調的變調，而其後的受詞則省略，此為常見的意猶未盡的言談標誌。
「姦」字另有許多不同的衍伸用法：
- 姦恁娘（kàn lín niâ）

字面意義為「性侵你母親」，用法同華語「肏你媽」與粵語「屌你老母」，常俗寫成「幹你娘」或「幹您娘」，又稱為「三字經」。罵此語者通常沒有字面上的這種念頭，純粹只是用來抒發憤怒情緒之語。同義詞有「昨暗共爾娘去困」（ツアアムカリンニウキークン，昨晚與你母親去睡）。
- 姦恁老母（kàn lín lāu-bú）

字面意義為「性侵你老母親」。1921年出版的《臺灣風俗誌》收有「姦爾老母」（カンニーラウプ）一詞。
- 姦恁祖媽（kàn lín chó͘ má）

字面意義為「性侵你曾祖母」，是「姦恁娘」的加強版本。以污辱對方長輩、祖先，達到輕賤與洩憤的目的。《臺灣風俗誌》收有「姦爾祖媽」（カンニーソーマー）、「姦爾太媽」（カンニータイマー）、「姦爾三代」、「姦爾開家貨」（:字面意義為「性侵你全家」）等詞。其他汙辱對方女性家屬有「姦爾小妹」、「姦爾大姉」、「姦爾牽手」等詞。
- 姦恁大聖王（kàn lín tāi sìng ông）

收於《臺灣風俗誌》。同時收有「姦爾開基祖」。
- 姦恁老師（kàn lín lāu-su）

字面意義為「性侵你的老師」，是比較創新的用語，相較於直接針對母親較為委婉，而同樣抒發憤怒情緒。在網路用語中，一些音近的名人如三國時期名將甘寧、職棒球員黃甘霖的名字也常被取諧音不雅玩笑。2003年，黃甘霖領取職棒十四年盜壘王獎座，曾有球迷在頒獎典禮上大喊「恭喜老師！」，黃甘霖则回應「謝謝同學」。
- 姦恁娘膣屄（kàn lín niâ chi-bai）。

字面意義為「性侵你母親的陰戶」，常俗寫成「幹你娘雞掰」，又稱為「五字經」。
- 姦汝眞爽（kàn lí chin sóng）[來源請求]

字面意義為「性侵你真爽」。豬哥亮在《大囍臨門》的角色叫做李金爽，用台語就叫做「汝眞爽」。
- 恁娘

「姦恁娘」的略語。亦作「恁娘咧」（lín niâ ·leh）。
- 恁娘較好（lín niâ khah hó）

「姦恁娘」的衍生用法。字面上是「你母親比較好」之意，並無髒字，然而言下之意為已經性侵過對方母親並給予評價。不過講這句話通常只是污辱對方，並非真的做過。常俗寫做「你娘卡好」，或誤寫為「你娘可好」。這句話因是藝人豬哥亮的口頭禪，而廣為風行。又1990年代有一冷凍水餃品牌名為卡好大水餃，因電視廣告為人熟知，故當時曾流行講「你娘卡好大水餃」。
- 相姦 

性交之意。
在臺語中「簡」字本調音同「姦」字變調。因此在臺灣文學作品中出現帶有性暗示的簡姓人物，最著名者為王禎和的小說《嫁妝一牛車》中，主角的老婆阿好外遇的對象就叫「簡仔」。主角的鄰居故意問阿好的兒子：「簡底，簡底，那個奸你母的上哪裡去……？」
「姦」字在现代汉语的借音字「幹」中，引申為「修理」、「教訓」之意。如中華民國國軍黑話中常見的「欠幹是不是？」、「我要把你幹飛！」常見於男性長官。女性長官基於性暗示改用「薩」。

#### 姦撟
「姦撟」常被訛寫作「姦譙」、「訐譙」，但字音、字義皆沒有對應；由「性交義」衍伸而至「詈罵義」，亦無徵驗。由於「諫」與「姦」同音，以致「姦撟」一詞頗受避諱。
- 𧮙姦撟（chhoh kàn kiāu）、𧮙姦搦撟（chhoh kàn la̍k kiāu）

亦為「辱罵」之義
- 使姦撟 （sái kàn kiāu）

亦為「辱罵」之義
- 媾姦撟（ko͘ kàn kiāu）[8]

亦為「辱罵」之義

#### 使
使（sái) 亦為台語中常見之髒話、情緒語言，起源於泉州話。 同「姦」（kàn）一樣，相當於華語的「肏」， 義為動詞「性交」，具有極度侵犯性的詞語，亦可寫成「駛」。因此，泉州話話常忌說「駛」（sái）字，不說「駛車」（sái chhia）而說「開車」（khui chhia）；不說「駛牛車」（sái gû chhia）而說「牽牛車」（khan gû chhia）；不說「駛田」（sái chhân）而說「犁田」（lôe chhân）；不說「順風好駛船」（sái chûn）而說「順風好行船」（kiâⁿchûn）。
- 駛恁娘 / 使恁娘（sái lín niâ） / 我使恁娘

以「駛」而言其字面意義為「駕駛」；以「使」而言其字面義為「使勁」（形容性交時的動作）。常俗寫為「塞你娘」。歌手施文彬的歌曲《誰是老大》中，有一句歌詞為「我咧駛恁娘」。
另外，「我使恁娘」在中國大陸被省略成了「我使」，繼而再變成了「哇塞」二字。「哇塞」現為口頭禪，多在句首做獨立語，意義也發生較大的變化，多表示遺憾、不滿、驚歎或驚訝等。:91
- 駛恁老母（sái lín lāu-bú） / 使恁母（sái lín bú）
- 駛恁殼 （sái lín khak） / 使𪜶殼个 （--ê）

以「殼」言其字面義為女性生殖器

#### 躄
躄（) 同姦一樣，起源於漳州話，「躄」的字面意思有「行進不止的樣子」，漳州話裡的本義則為「臉朝下仆倒」，皆可以此動作引申性交的動作，相當於華語的「肏」，具有極度侵犯性的詞語。:636
- 躄恁娘（phih lín-niâ）
- 去予人躄（予人  / ）

#### 𧮙
𧮙亦可寫作「訴」，同諫（kàn）。:680

#### 箍
箍（) 同姦一樣，相當於華語的「肏」，義為動詞「性交」，具有極度侵犯性的詞語，主要使用於同安。:110
- 箍恁娘（khoo lín-niâ）

#### 哭
哭（khàu）亦為臺語中常見之罵人話、情緒語言。常以華語發音類似的字「靠」假代書寫，有時會與河南话的「尻」（意同「姦」、「肏」）混淆做「挖靠」、「哇靠」。
「哭」字的衍伸用法有：
- 哭枵（khàu iau）

字義是當小孩或嬰兒「因肚子餓而哭嚎」，以人「因飢餓而吵鬧」之比喻，來罵對方無理取鬧。屬於臺語中不禮貌之粗話，用來表示糟糕、不滿、驚訝或遺憾。常俗寫成「靠么」、「靠夭」、「靠腰」。
- 哭父[註 1]（khàu pē）／哭父哭母（khàu pē khàu bú）

字義為喪父、喪母時，在喪禮中哭喪的行為，用以比喻他人的叫苦或抱怨。用來表示糟糕、不滿、驚訝或遺憾。亦屬於臺語中不禮貌之粗話，衍伸用詞包括「哭恁父」。常俗寫成「靠盃」或「靠北」。
- 哀父叫母（ai pē kiò bú）

不具粗俗性，屬「哭父」的衍伸詞，描述人如「哭爹喊娘」般吵吵嚷嚷、呼天搶地。
高雄市路竹區曾有人因說出「哭枵」「哭父」遭提告侮辱。唯檢察官指出「哭枵」與「哭父」雖不算文雅用語，但卻是生活上多用途的辭彙，有無公然侮辱仍應視出言動機、情境綜合研判。該案最後不起訴處分。
臺灣著名的都市傳說稱泰語的「炒飯」音近臺語「哭父」、「白飯」音近「哭衰」，事實上泰語的飯（ข้าว）雖音近臺語的「哭」，然而炒飯（ข้าวผัด）的發音比較接近「khao phat」。

### 名詞

#### 膣
膣，為女子的陰道，泉漳片作為髒話時通常與「屄」（台灣閩南語發音為 ，華語發音為「ㄅㄧ」） 連用，潮汕片作為髒話時通常单用:329。
- 膣屄

明朝梅膺祚所撰之《字彙》裡有「屄，女人陰戶。」 因此，「屄」的字面意思為女子外生殖器。「膣屄」一詞衍伸為喻人言行令人厭惡。通常俗寫成「雞掰」或「機掰」、「GY」，也因此衍生出「雞歪」，或廣為流行不帶髒字的隱語「機車」等用法。
- 臭膣屄（tshàu tsi-bai，泉漳）/臭膣（tshàu-tsi，潮汕）

字面意思為「發臭的陰戶」。《臺灣風俗誌》收有「臭之醜」（ツアウチーパイ）、「破之醜」（ポアチーパイ）、「嫖之醜」（ピアチーパイ）等詞。

#### 𡳞
𡳞，為男子的生殖器。異體字為「膦」或「玍」，有時也被寫成並非原字的「卵」、「朖」。單獨使用加上語助詞「𡳞啦！」，可等同於華語口語的「屁啦！」，意即「最好是啦！」、不以為然之意。
- 𡳞鳥

字面意思為男性生殖器、陰莖。又寫做「𡳞屌」，常俗寫為「懶叫」、「懶覺」、「LG」、「藍鳥」。
由於「藍鳥」以白讀音同「𡳞鳥」，在臺語新聞出現「多倫多藍鳥隊」時，通常發文讀音「niáu」。
- 欶𡳞鳥（suh-lān-tsiáu）

字面意思為吸陰莖（口交）。在《臺灣風俗誌》中收有「含玍」（カムラヌ）一詞，字面意思為含著陰莖。「欶𡳞鳥」常俗寫為「樹懶叫」。網路用語中常以「樹懶叫的聲音」雙關語開黃腔。
- 𡳞鳥比雞腿（lān-tsiáu-pí-ke-thuí）

字面意思為拿陰莖跟雞腿對比。為「引喻失義」的的俚俗用語。1914年出版的《臺灣俚諺集覽》曾收入「玍鳥比雞腿」（ラﾇ チｧウ ピｨ コエ ツィ）一詞。
- 𡳞脬

字面意思為陰囊。又寫做「𡳞葩」、「卵葩」，常俗寫為「懶趴」、「LP」(起源見下方扶𡳞脬詞條)。
- 扶𡳞脬（phôo-lān-pha）

字面上是托著、捧著某人陰囊之意，但一般來講並不是直接形容該動作，而是引申出「拍馬屁」、「諂媚」、「阿諛奉承」等類似含義。1914年出版的《臺灣俚諺集覽》曾收入「扶人玍拋」一詞。
2004年8月，由於新加坡外交部長楊榮文於聯合國大會上發言支持「一個中國」、反對台灣獨立，時任中華民國外交部長的陳唐山在外交部內接待鄉親的閉門會議中，以「新加坡鼻屎個國家」、「扶中國卵葩」批評新加坡政府奉承中共。影片於對外公開播放後被外界視為失言。製作會議記錄的公務人員，使用了原創的「LP」一字雅化「卵葩」。此事件後被坊間戲稱為「LP事件」。
- 規𡳞脬火（kui-lān-pha-hué）

字面意思為整個陰囊充滿怒火，為「滿肚子火」的俚俗用語。常俗寫為「歸藍波火」、「歸懶趴火」、「歸LP fire」。在電影《那根所有權》中，陳松勇飾演的角色曾罵出此句。
2012年5月14日，高雄市勞工局召開調解會議，調解委員張緒中對資方說法不滿，當場說了一句「我規𡳞脬火」，引起擔任主席的勞工局股長黃俊容認為張以「𡳞脬」辱罵他，提告妨礙公務、妨害名譽。最終檢察官認為張只是表達情緒、提出質疑，對張以不起訴處分。
- 𡳞蔓

字面意思為男性陰毛。衍伸形容人不知羞恥，表現出流氓樣。
- 𡳞核

字面意思為睪丸。
「𡳞」字另有相關衍伸用法：
- 畫虎𡳞（uē-hóo-lān）

有说话夸大不实、吹牛之意。有一說此語源自日語，字面意為「吹大法螺」，原比喻佛教中的講經說法普及大眾，後衍伸為說大話之意。可簡稱「虎𡳞」，常俗寫為「唬爛」。
- 白𡳞[24]

字面意思為「白色的𡳞鳥／𡳞脬」。白色的生殖器象徵年齡較幼，或衍伸有不正常之意。通常用來罵人幼稚愚蠢、不識相，說話搞不清楚狀況。帶有白癡的含意，比「白目」措詞強烈。常俗寫為「白爛」、「白懶」。另有一說指華語的「擺爛」一詞源於「白爛」的華語唸法，此尚待進一步證明，因兩者雖讀音相近但實際語意不同。
2020年9月，宜蘭縣一名李姓男子結帳時因金額問題而跟林姓店員爭執，李男脫口而出「妳是不是在裝白爛」，被林女提起公然侮辱告訴。高等法院於2021年11月認為「裝白爛」有貶低、不屑等意，屬於侮辱汙衊言語，駁回李男上訴，李男判拘20日，得易科罰金新臺幣2萬元，全案確定。
- 揬𡳞

「揬」為華語戳、刺之意，故字面意思指「陰莖或陰囊被戳被刺」。而上述動作勢必引起極度不適，所以「揬𡳞」用來形容心情極度氣憤與不爽。為較粗鄙的用詞。《臺日大辭典》中寫做「突玍」（ゥラヌ），今常俗寫為「賭爛」。

#### 潲
潲, 男子的精液。「洨」為其諧音字。
- 食潲

為貶抑詞，照字面直翻為「去吃精液」。常俗寫為「呷洨」。
2019年8月，成吉思汗健身俱樂部負責人陳之漢因不滿藝人吳宗憲評論網紅文化，而於網路直播中以「食潲」、「我學他那種膣毴個性，說那種膣毴𡳞鳥話。」等語句批評吳宗憲。引起吳宗憲不滿，提出民刑事訴訟。刑事部份，臺北地院依公然侮辱罪，判陳之漢拘役58日，緩刑2年，並要支付公庫新臺幣10萬元，陳之漢和吳宗憲均未上訴而於2020年10月定讞。民事部分，一審法院判決陳之漢須賠償新臺幣80萬元，二審高等法院維持80萬元，經陳之漢不服上訴三審後，最高法院於2022年7月22日駁回賠償金額方面的上訴，陳之漢確定要賠吳宗憲80萬元。
「潲」字在衍伸用法上，常加在「啥」（siánn）、「啥物」（siánn-mi̍h）字後以加強語氣，成為粗俗用語：
- 啥潲？（siánn-siâu）

「什麼？」之意，為粗俗用法。例如「看啥潲」、「笑啥潲」。
- 看啥潲？（khuànn-siánn-siâu）、青啥潲？（tshinn-siánn-siâu）

「看什麼看？」、「瞪什麼瞪」之意。常俗寫為「看三小」、「青三小」。歌曲《浪子回頭》的MV中，一幕即是吳朋奉被罵「看啥潲啦？」，歌手施文彬的歌曲《誰是老大》中，有一句歌詞為「你咧靚啥小」。
- 笑啥潲？

「笑什麼笑？」之意。常俗寫為「笑三小」。在電影《號角響起》中，金城武飾演的李大維唱歌遭到吳奇隆飾演的隊長嘲笑時，李大維即是回他「笑啥潲阿？」
- 無啥潲仔路用（Bô siánn‑siâu‑á lōo‑iōng）

「沒什麼用」之意。常俗寫為「無三小路用」。
- 啥物潲？（siánn-mi̍h-siâu）

「什麼鬼東西」之意。例句：「姦！煮甲這啥物潲？叫恁頭家出來！」（幹！煮這什麼鬼東西？叫你們老闆出來！）
「潲」字的另一衍伸用法為動詞或形容詞後。
- 衰潲

「倒楣」之意。
- 目潲

罵人眼殘看錯，「瞎了眼」之意。常俗寫為「目小」，同義詞有「目幹」。例句：「遮爾簡單的字也會看毋著，你是不是目潲？」（這麼簡單的字也會看錯，你是不是眼睛有問題？）
- 睬潲

「懶得理他」粗俗用語。民進黨立院黨團總召柯建銘曾稱九月政爭爆發原因之一即是在他致電時任立法院長王金平時決議「教官八年內退出校園」時，談到時任總統馬英九的態度。王金平回答：「哇列採小伊」（Goá teh chhap-siâu-i，正寫：我咧睬潲伊。「我才懶得理他」之意）。當時特偵組正持續監聽柯建銘的電話，柯建銘認為馬英九可能是因為這段對談而決定發動這次行動。:158
- 㤉潲

表示討厭的粗俗用語。 常俗寫為「牙小」，歌手施文彬的歌曲《誰是老大》中，有一句歌詞為「我看你真牙小」。
- 嘐潲

意指「吹牛」、「誇張的」之意。常俗寫為「豪洨」。

#### 媌
媌, 原指野貓，後用來指稱娼妓，如：「媌仔」。《臺日大辭典》收有「媌片」（バアピア，妓女之意）、「媌頭」（バアタウ，老鴇之意）等詞。
- 破媌

字面意思為下賤的妓女，暗指與許多男人發生性關係的失身女子。用來形容女性不檢點，為極具侮辱性的罵人用語。常俗寫為「破麻」。
- 尿龜媌

義同破媌，但語氣較破媌強烈。
2016年1月，桃園市一名女子在家庭口角衝突中，於醫院急診室外之公共場所被婆婆大罵「破麻」，事後該媳婦對婆婆提告。桃園地檢署認為「破麻」兩字在社會上有使人難堪、貶抑他人名譽地位及社會評價等意思，而於2017年8月將這位婆婆依公然侮辱罪起訴。

## 其他非髒話的罵人用字

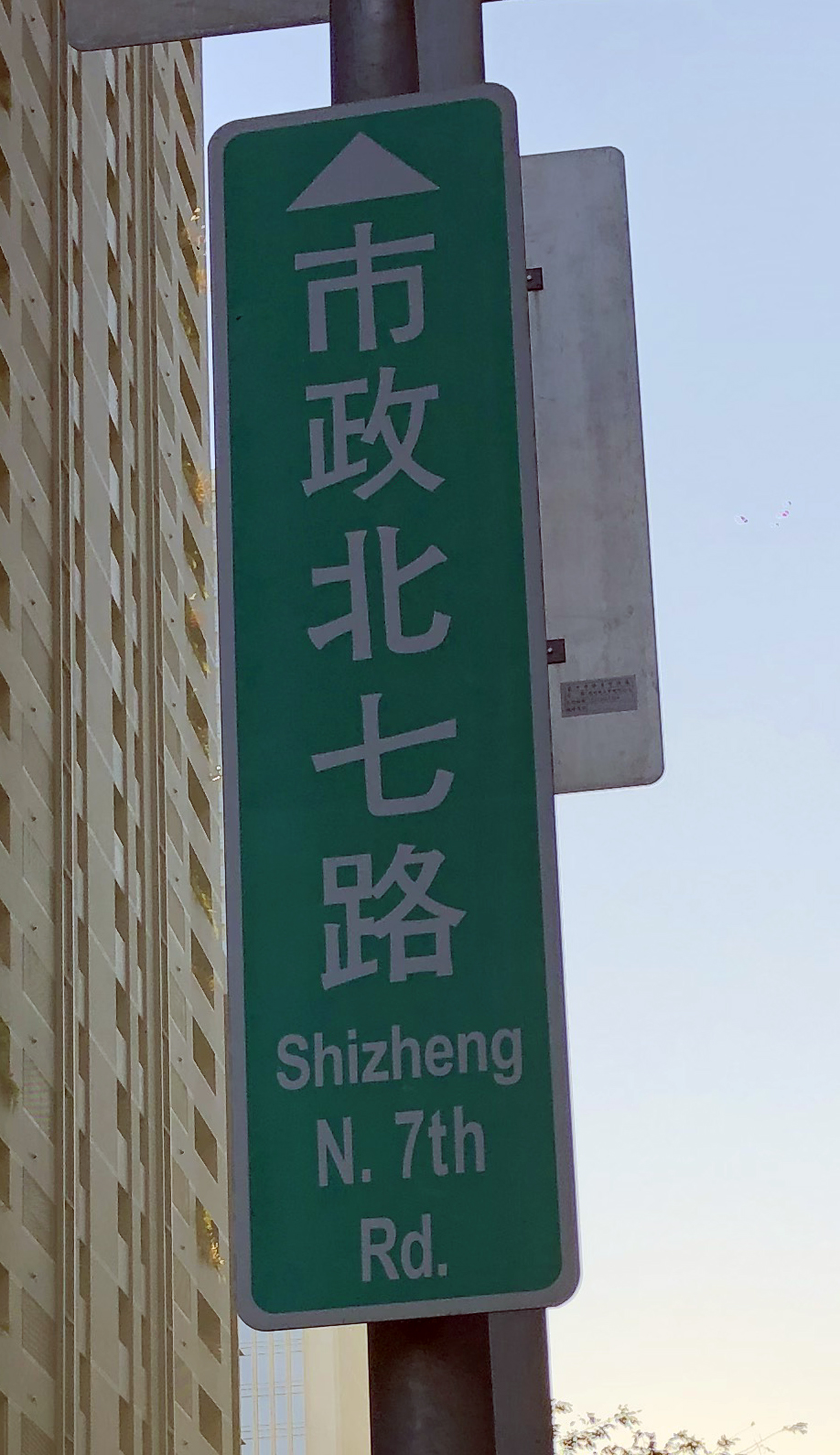
臺中市市政北七路

- 白目

猶言「不長眼」之意，指人搞不清楚狀況，不會察言觀色、判斷場面，而做出不當的言行。網路上刻意騷擾的行為稱之網路白目。另有近義詞「白𡳞」（白爛），詳見上方「𡳞（⿸尸粦）」段落詞條。
- 白痴

罵人智力低下，意同華語「智障」，現代華語常以借音寫作「北七」，亦能用阿拉伯數字「87」表示。不過「白癡」的華語與臺語發音接近，所以用「87」罵人白癡也可能是受到華語的影響。臺中市七期的市政北七路，因為「北七」在現代華語發音音同臺語白痴。因此時常遭到調侃。被PTT票選為「特別地名大票選」的第一名。在胡志強市長任內曾有人提議改名，但市府主管擔心改名會被作文章，仍沿用至今。
- 悾闇

痴呆。形容人愚蠢，不明事理。1990年代之後受電視劇《愛》中著名的腦性麻痺角色「康安」影響，俗寫成「空安」、「康安」（khong-an），與原「悾闇」臺語讀音略有不同，也可用來嘲笑人智障。
1941年日本偷襲珍珠港後。臺南仕紳黃欣得知後即對家人吼道：「那些『悾闇仔』真的跑去炸美國的港口！」，接著對黃溪泉表示日本軍國內已自顧不暇，這場戰爭惹得這麼大，後面如何收拾？並認為不會撐太久了，日本輸面好大。:210
- 屁撻仔（phùi that-á）

形容囂張、臭屁的小孩。意同華語「小屁孩」之意。
- 老猴

粗俗用語，戲稱年長男性如猴子一般，行為舉止輕浮、不檢點，措詞更嚴厲強烈，可稱「死老猴」（sí-lāu-kâu）。
- 老番顛（lāu-huan-tian）

罵人年老而言行反覆無常，意同老人癡呆。1997年桃園縣長選舉，時任國民黨主席李登輝在桃園縣為國民黨提名人陳根德站台時表示人家以為他是臺北縣民，事實上他設籍在桃園大溪鎮，老早是桃園鎮民了。此言引起時任臺北市長陳水扁於11月28日主持民進黨臺北市黨部安排的「搶救台灣全民總動員」記者會，表示他查過戶政事務所，李登輝自1985年12月17日起將戶口遷入臺北市中正區，十二年來都未遷出。批評李登輝身為國家元首自己不知道住哪是「老番顛」，考慮將李登輝列為「臺北市失蹤老人人口」。並比劃手腕說：「還要幫李總統戴上老人協尋手鍊。」陳水扁此言引起總統府秘書室主任蘇志誠說李總統是一位非常辛苦、甘願受苦難的菩薩，批評陳水扁「廟口罵菩薩，自取滅亡」；高雄市長吳敦義則批陳水扁的動作像是一條忘恩負義的毒蛇，痛斥陳水扁「無君無父、無法無天」。
- 三七仔（sam-tshit-á）

為嫖客與妓女媒合色情的中介人，即華語「皮條客」之意。因與妓女三七分帳而得名。可為粗俗罵人語，泛指拉攏不正當關係的牽合者。
- 牽交仔（khan-kâu-á）

原意同三七仔，亦指「皮條客」。可為罵人語，泛指拉攏不正當關係的牽合者。另在商業交易上，亦可指擔任買賣雙方仲介人的掮客，此義則不具罵人意涵。

## 延伸閱讀
- 潘榮禮，《台灣限制級俚諺語》,臺灣台北，前衛出版社，2005年7月，ISBN 957-801-446-X
- 片岡巖，《台灣風俗誌》〈日文版〉，南天出版社，1994年10月1日，ISBN 9789576382147
- 平澤平七主編，《臺灣俚諺集覽》〈日文版〉，1914年5月臺北初版；2001年7月南天書局復刻一版。ISBN 957-638-082-0

## 外部連結
- 教育部臺灣閩南語常用詞辭典 （页面存档备份，存于）